# Tiqqi
Tiqqi (franska: Tiqqi (CR), Tiqqi (Commune Rurale), arabiska: تامري) är en kommun i Marocko.   Den ligger i prefekturen Agadir-Ida-Ou-Tanane och regionen Souss-Massa, i den centrala delen av landet, 400 km sydväst om huvudstaden Rabat. Antalet invånare är 10 078.